# Pedro Masó
Pedro Masó, né le 26 janvier 1927 à Madrid et mort le 23 septembre 2008 dans la même ville, est un réalisateur, scénariste et producteur de cinéma espagnol.

## Biographie
Pedro Masó Paulet a été inlassablement actif dans l'industrie cinématographique espagnole. Au total, il a réalisé 14 films, écrit 146 scénarios et produit 82 films, sans compter son travail de producteur et de réalisateur pour la télévision : il a produit six séries, dont certaines sont des classiques comme Anillos de oro (1983) ou Brigada central (1988).
Sa relation avec le cinéma remonte à l'époque où il était assistant aux studios Chamartín (es). Peu à peu, il gravit les échelons : à l'âge de 20 ans, il est assistant de production de José Luis Sáenz de Heredia sur le tournage de El escándalo (es) (1943). En 1953, il débute comme scénariste dans Como la tierra et est nommé chef de production à l'âge de vingt-six ans. Il participe à des films à succès tels que Manolo guardia urbano (es) (1956) et Los ángeles del volante (es) (1957). En 1958, il signe le scénario de l'un des titres les plus célèbres de l'histoire du cinéma espagnol, Las chicas de la Cruz Roja, qui lui ouvre les portes de la réalisation avec le film Tres de la Cruz Roja (es) (1961). L'année suivante (1962), il devient producteur en créant sa propre société, Pedro Masó Producciones Cinematográficas, avec laquelle il obtient certains des plus grands succès commerciaux du cinéma espagnol, comme Atraco a las tres, Vacaciones para Ivette (Médaille du meilleur scénario 1964 du Círculo de Escritores Cinematográficos), Un millón en la basura (es), La ciudad no es para mí et la trilogie Une famille explosive, La familia y uno más (es) et La familia bien, gracias (es).
En 1986, il fonde la société Escorpio Films, S.A., filiale de Pedro Masó Producciones Cinematográficas, et produit son premier long métrage d'après un roman de Miguel Delibes, réalisé par Antonio Mercero, intitulé El tesoro (es) (1988).
Pour la télévision, il a tourné Anillos de oro (1983), Segunda enseñanza (1985) (tous deux avec Ana Diosdado (es) comme scénariste et actrice principale), Brigada Central (1989), avec Imanol Arias et, à partir de 1993, il a réalisé et produit la série Compuesta y sin novio pour Antena 3 de Televisión, avec Lina Morgan et José Coronado.
Pedro Masó, spécialisé dans le costumbrismo, en tant que scénariste, réalisateur et producteur, s'est adapté aux goûts de la société espagnole d'après-guerre et a su profiter du génie de grands scénaristes comme Rafael Azcona ; Il a promu la carrière de réalisateurs comme José María Forqué, Javier Aguirre et Pedro Lazaga et d'acteurs doués pour la comédie — son genre de prédilection — comme Alfredo Landa et Paco Martínez Soria (es) ; il a également fait connaître au public d'autres acteurs importants, comme Javier Bardem et Aitana Sánchez-Gijón.

## Filmographie

### Réalisateur de cinéma
- 1971 : Las Ibéricas F.C. (es)
- 1972 : Experiencia prematrimonial
- 1972 : Las colocadas
- 1974 : Una chica y un señor
- 1974 : Un hombre como los demás
- 1975 : A Menor Violentada
- 1975 : Les Adolescentes (Las adolescentes)
- 1976 : La menor
- 1977 : La Coquito
- 1979 : La miel (es)
- 1979 : La familia bien, gracias (es)
- 1980 : El divorcio que viene (es)
- 1981 : 127 millones libres de impuestos
- 1982 : Puente aéreo
- 1995 : Hermana, pero ¿qué has hecho?

### Scénariste
- 1964 : Vacances pour Ivette (Vacaciones para Ivette) de José María Forqué